# Endasys callidius
Endasys callidius là một loài tò vò trong họ Ichneumonidae.